# Минихэн, Кеннет
Кеннет Минихэн (англ. Kenneth A. Minihan; род. 1943) — американский военный деятель, генерал-лейтенант ВВС, директор Агентства национальной безопасности США (1996—1999).

## Биография
Родился в Пампа, штат Техас, в 1966 получил степень бакалавра политических наук в университете Флориды, где одновременно прошёл курс подготовки офицеров запаса, состоял членом братства Phi Kappa Psi. В последующем неоднократно проходил переподготовку в различных учебных центрах армии США: Squadron Officer School, Naval Postgraduate School, Военно-воздушном колледже и других.
С 1966 служил в ВВС США, участник вьетнамской войны. В 1970—1990-х служил в разведывательных подразделениях ВВС США, как на территории США, так и за рубежом. С сентября 1995 по февраль 1996 был директором разведывательного управления министерства обороны США, в феврале 1996 — марте 1999 — директор Агентства национальной безопасности и директор Центральной службы безопасности.
После ухода в отставку с военной службы в 1999 с 1999 по 2002 был президентом общественной организации Совет по разведке и национальной безопасности. В настоящее время работает генеральным директором венчурной компании Paladin Capital Group.